# Stigmaulax sulcatus
Stigmaulax sulcatus är en snäckart som först beskrevs av Born 1778.  Stigmaulax sulcatus ingår i släktet Stigmaulax och familjen borrsnäckor. Inga underarter finns listade i Catalogue of Life.